# August Dvorak
 (mars 2019).
Si vous disposez d'ouvrages ou d'articles de référence ou si vous connaissez des sites web de qualité traitant du thème abordé ici, merci de compléter l'article en donnant les références utiles à sa vérifiabilité et en les liant à la section « Notes et références ».
Pour les articles homonymes, voir Dvorak.
August Dvorak, né le 5 mai 1894 à Glencoe (comté de McLeod, Minnesota) et mort le 10 octobre 1975, était un pédagogue et professeur en psychologie à l’université de Washington à Seattle.

## Biographie
Avec son beau-frère William Dealay, August Dvorak est connu pour avoir créé en 1932, après dix années de recherches, la disposition de clavier Dvorak américaine. Dvorak souhaite qu'elle remplace l’archaïque disposition de clavier QWERTY inventée par Sholes en 1873 pour la première machine à écrire.
Dvorak publie en 1936, avec Dealey, Nellie Merrick et Gertrude Ford, le livre Typewriting Behavior: Psychology Applied to Teaching and Learning Typewriting : c'est un rapport avancé de ses découvertes en ergonomie, des mathématiques, de la psychologie et la physiologie de la dactylographie. Le livre n'est plus publié mais il est disponible dans beaucoup de bibliothèques universitaires.
Dans les années 1940, Dvorak propose une disposition de clavier optimisée pour la saisie avec une seule main.
Il meurt en 1975, fatigué de voir que les hommes ne veulent pas changer : « I'm tired of trying to do something worthwhile for the human race. They simply don't want to change! »

## Apparition
Dans le jeu Tom Clancy's Splinter Cell: Chaos Theory, un super-calculateur porte son nom.